# Université Bordeaux I
Université Bordeaux I – uniwersytet umiejscowiony w gminie Talence, w aglomeracji Bordeaux. Specjalizuje się w naukach technicznych, przyrodniczych i medycynie.